# Daniel Schuhmacher (giocatore di football americano)
Daniel Schuhmacher (1986) è un giocatore di football americano tedesco che milita nel ruolo di kicker per i Cologne Centurions della European League of Football (ELF).
Dopo aver giocato per diverse squadre tedesche (Düsseldorf Panther, Neuss Frogs, Schiefbahn Riders e di nuovo Panthers) ha firmato con i New Yorker Lions (con i quali non ha però potuto giocare a causa dell'annullamento del campionato 2020), per passare in seguito - nel 2021 - alla squadra professionistica tedesca dei Cologne Centurions e nel 2022 prima ai Rhein Fire e poi ai Kiel Baltic Hurricanes.